# Leem Lubany
Leem Lubany (hebräisch לים לובאני, arabisch ليم لباني; * 31. August 1997 in Nazareth, Israel) ist eine israelische Schauspielerin.

## Biografie
Lubany wurde am 31. August 1997 in Nazareth geboren. Sie gehört zu den arabische Minderheiten in Israel. Sie war Oberstufenschülerin der Waldorfschule Harduf. Ihr Debüt gab sie 2013 in dem Film Omar. Danach war sie 2014 in From A to B zu sehen.
Anschließend bekam Lubany 2015 in Rock the Kasbah eine Hauptrolle. Von 2018 bis 2020 wurde sie für die Serie Condor gecastet. Außerdem trat sie 2020 in Baghdad Central auf. Seit 2022 spielt Lubany in der Serie The Old Man mit.

## Filmografie (Auswahl)
Filme
- 2013: Omar
- 2014: From A to B
- 2015: Rock the Kasbah
- 2018: Ein Funken Gerechtigkeit (Saint Judy)

Serien
- 2018–2020: Condor
- 2020: Baghdad Central
- 2022–2024: The Old Man